# Antonín Barák
Antonín Barák (Příbram, 3 de dezembro de 1994), é um futebolista checo que atua como meio-campista. Atualmente, joga pelo Kasımpaşa, da Turquia, emprestado pela Fiorentina.

## Títulos
Slavia Praga
- Campeonato Checo de Futebol: 2016–17